# Edwin H. Sutherland
Edwin Hardin Sutherland, född 13 augusti 1883 i Gibbon, Nebraska, död 11 oktober 1950 i Bloomington, Indiana, var en amerikansk professor i sociologi och anses vara en av de mest betydelsefulla kriminologerna under 1900-talet. 
Genom sitt banbrytande arbete inom kriminologin kom han att kallas för Dean of Criminology. Han var en sociolog inom den symbolisk interationistiska skolan och är mest känd för sin teori om differentiell association, vilket är en allmän teori om brott och kriminalitet som förklarar hur avvikare lär sig värderingar, attityder, tekniker och motiv för avvikande eller brottslig verksamhet. Han myntade även begreppet white-collar crime. Som ett erkännande av Edwin Sutherlands inflytande på och betydelse för kriminologin utdelas varje år det viktigaste priset från American Society of Criminology i hans namn.
Sutherlands definition av vad kriminologi är tillhör de mest kända i världen: "Criminology is the body of knowledge regarding crime and delinquency as a social phenomena. It includes within its scope the process of making laws, breaking laws, and reaction to the breaking of law."

## Bakgrund och tidig utbildning
Edwin H. Sutherland var son till en universitetsprofessor. Han växte upp och studerade i Ottawa, Kansas, och Grand Island, Nebraska. I skolan ville han ursprungligen studera historia, och hade tagit några kurser i sociologi för att uppfylla kraven. 1904 fick han B.A.-examen (kandidatexamen) från Grand Island College och började undervisa i latin, grekiska och historia under två år vid Sioux Falls College i South Dakota. 1906 lämnade han Sioux Falls College på började sin forskarutbildning vid University of Chicago där han också fick sin doktorsexamen och bytte huvudämne från historia till sociologi. Mycket i Sutherlands studier var influerat av Chicagoskolans angreppssätt för studier av brottslighet som betonade det mänskliga beteendet som bestämmas av omkringliggande faktorer i människans sociala och fysiska miljö, snarare än den determinerade biologins syn om genetiska och personliga egenskaper.

## Karriär
Sutherland blev professor i sociologi 1913 vid William Jewell College och var kvar till 1919. Under samma tid, 1918, var han gästprofessor i sociologi vid University of Kansas. 1919 till 1925 var han högskolelektor och 1925-1926 docent i sociologi vid University of Illinois. 1922 var han också gästprofessor vid Northwestern University.
Under sin tid vid University of Illinois fick Sutherland propåer om att skriva en lärobok inom kriminologi, en erfarenhet som kom att förändra hans liv. Hittills hade han emellanåt undervisat i ämnet och att skriva en bok visade sig vara en utmaning. 1924 kom första utgåvan av Criminology, varefter han 1926 utsågs till professor i sociologi vid University of Minnesota, han stannade vid universitetet till 1929. Där grundlade han sitt anseende som en av USA:s främsta kriminologer. Vid denna tid ansåg han att sociologis mål var förståelsen för och kontrollen av sociala problem, exempelvis brottslighet. 1930 blev Sutherland forskare (research professor) vid University of Chicago, mellanlandade vid University of Illinois för att slutsligen bli verksam Indiana University där han stannade resten av sin yrkesverksamma tid. Mellan åren 1935 och 1949 var han chef för Department of Sociology vid universitet, där han grundade Bloomington School of Criminology, skrev tre böcker Twenty Thousand Homeless Men (1936), The Professional Thief (1937), och tredje utgåvan av Principles of Criminology (1939). 1939 valdes Sutherland till ordförande för American Sociological Society och 1940 för Sociological Research Association. Han valdes även till ordförande för Indiana University Institute of Criminal Law and Criminology. 1942 var Sutherland även gästprofessor i sociologi vid University of Washington.

## Arv till eftervärlden
Edwin Sutherland avled plötsligt. Hans arv till eftervärlden är ett banbrytande arbete inom kriminologin som har utökat kunskapen om brottslighet. Hans teori om differentiell association har, trots hård kritik, lagt grunden för andra senare socialainlärningsteorier. Teorin är för sin enkelhet och konsekvens fortfarande populär bland kriminologer. Som ett erkännande till hans livsverk instiftade American Society of Criminology ett årligt pris i Sutherlands namn. Priset delas ut till forskare för deras bidrag inom kriminologisk forskning.

## Teori

### Differentiell association
Sutherland var författaren till den framstående skriften Criminology (1924). I den tredje utgåvan, omdöpt till Principles of Criminology (1939), klargjorde han principerna för differentiell association. Differentiella associationer syftar till de olika relationer som en individ har till andra och genom dessa relationer individer lär sig olika beteendemönster. Sker associationen med individer som föredrar ett kriminellt beteende framför laglydigt beteende kommer det kriminella beteendet läras. Kriminell inlärning sker framförallt mellan personer som är varandra nära, där både värderingar och tekniker för brottslighet lärs ut. Teorin hade också ett strukturellt perspektiv som hävdade att konflikter och social disorganisation är de underliggande orsakerna till brott, eftersom de avgör vilka personer en individ "umgås" med. Perspektivet övergas emellertid i den fjärde upplagan av boken som publicerades 1947. Dock var han fortfarande övertygad om att social klass var en relevant faktor. 

### White Collar Crime
I ett föredrag 27 december 1939 vid ordförandevalet till American Sociological Association myntade Sutherland begreppet white-collar crime, där han påpekade att brottslighet inte bara begås av dem i arbetarklassen (blue collar), utan att det även begicks brottsliga handlingar i medel- och överklassfamiljer. I hans sista och stora bok, monografin White-Collar Crime (1949) definierade han white-collar crime "approximately as a crime committed by a person of respectability and high social status in the course of his occupation." Han analyserade att de brott (ekonomisk brottslighet) som begåtts av amerikanska företag och chefer, och pekade på fel i brottsstatistiken. Han menade att den var ofullständig och förvrängd. Vid denna tidpunkt var ekonomisk brottslighet inget man tittade på och föreställningen var att kriminalitet skedde bland de lägre klasserna i samhället.
Fortfarande idag är området om ekonomisk brottslighet relativt outforskat, speciellt i Sverige. I Sverige har sociologen och kriminologen Tage Alalehto forskat kring detta i The Roots of Modern White-Collar Crime (2009), Bedrägeriets natur (2007) och Fiffelstrategier vid ekonomisk brottslighet (2003).